# Antoine de Lonhy
Antoine de Lonhy (doložen od roku 1446 v Burgundsku – zemřel kolem r. 1490 ve vévodství Savoye) byl francouzský malíř a miniaturista. Byl nejvýznamnějším francouzským malířem, který působil v oblasti Savojska-Piemontu ve 3. čtvrtině 15. století.

## Život
Identita umělce, dříve pomocně označovaného jako "Le Maître de Saluces" (podle patrona díla) nebo "Le maître de la Trinité de Turin" (podle známého obrazu) byla odhalena až roku 1989.
Antoine de Lonhy pochází z Burgundska, kde se vyškolil. Byl patrně v kontaktu s vlámskými malíři Jan van Eyckem a Rogierem van der Weyden, kteří stejně jako on působili ve službách Nicolase Rolina, kancléře burgundského vévody Filipa Dobrého (1446). Pracoval také pro Jeana Germaina, biskupa v Chalon-sur-Saone (1449). Kolem roku 1450 se přestěhoval do Toulouse a zůstal zde po dobu deseti let. Několika objednávkami je doložena jeho práce pro kostel Kostel Santa Maria del Mar v Barceloně a augustiniánský klášter Miralles (Convento de Miralles, oblast Castellví de Rosanes, 1460-1461). Od roku 1462 do své smrti pak pobýval v savojském vévodství, nejprve ve městě Avigliana ve Valle di Susa, nedaleko Turína. V letech 1466 – 1480 pracoval v Chambéry pro vévodu Amadea IX. Savojského.

## Dílo

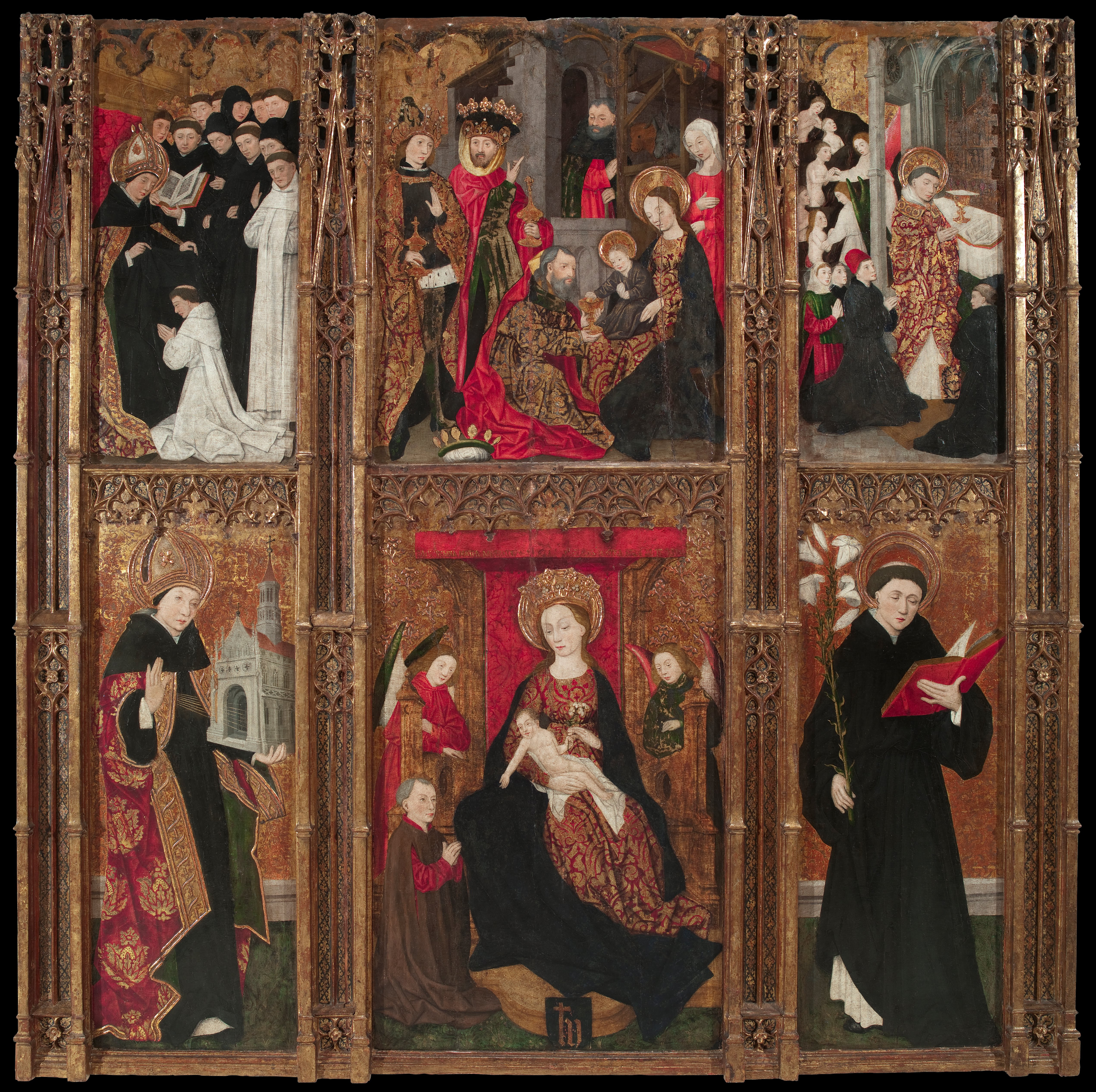
Antoine de Lonhy, Oltář Panny Marie, sv. Augustina a sv. Mikuláše tolentinského, Google Art Project

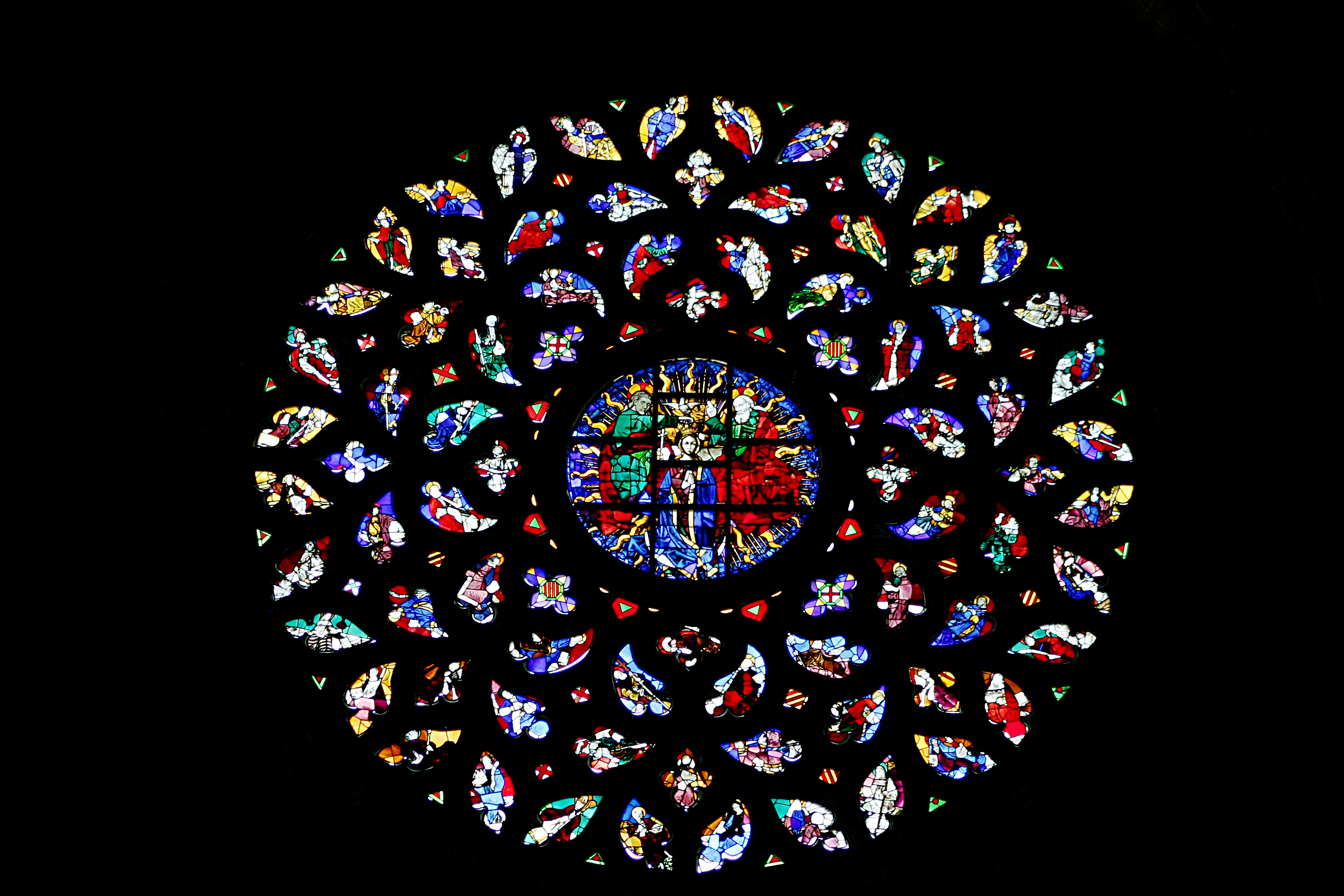
Rozetové okno, Santa Maria del Mar, Barcelona

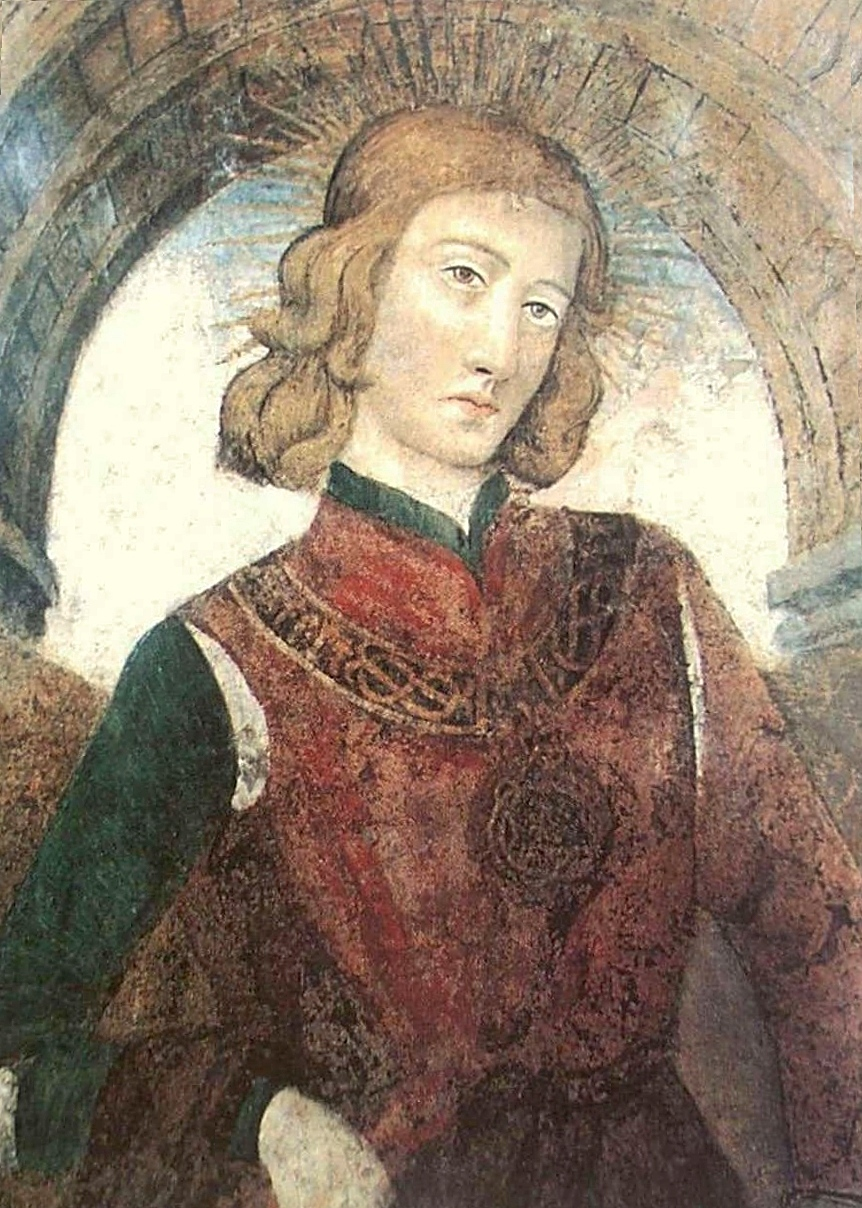
Amadeus IX. Savojský, freska v kostele San Domenico, Turín

Antoine de Lonhy byl všestranným umělcem – autorem knižních iluminací, předloh k výšivkám, fresek, oltářních obrazů a malovaných vitráží. Jeho styl se vyznačuje monumentálními kompozicemi i pozorností věnovanou nejmenším detailům. Postavy mají zasněný výraz a tváře měkkce modelované světlem. Jsou často oblečeny v oděvech z těžkých damaškových látek, řasených do hlubokých záhybů. Malby se vyznačují tlumenými hnědými a zlatými tóny v kombinaci se zářivými a jasnými barvami. Caldera uvádí, že malíře mohl ovlivnit také iluminátor Barthélemy d'Eyck, působící u dvora vévody René I. z Anjou v Neapoli.
Antoine de Lonhy je poprvé zmiňován v roce 1446, kdy dostal zaplaceno za realizaci oken kaple na hradě Nicolase Rolina v Authumes. V Barceloně se dochovalo jeho velké rozetové okno s barevnými vitrážemi, které pro tamní gotický kostel Santa Maria del Mar objednal arcibiskup Toulouse, Bernard du Rosier (Antoine de Lonhy uváděn jako "pintor de Tolosa de Llenguadoc"). Další vitrážová okna vytvořil pro radnici v Toulouse.
Pro klášter v Miralles zhotovil několik deskových obrazů (oltářní obraz s Pannou Marií, svatým Augustinem a sv. Mikulášem tolentinským), které jsou nyní ve sbírkách Museu Nacional d'Art de Catalunya v Barceloně V Chambéry maloval obraz Oplakávání Krista pro katedrálu Saint-Jean-Baptiste de Saint-Jean-de-Maurienne, Svatou Trojici (nyní v Museo civico d'arte antica, Turín) a Svatou Annu samotřetí pro katedrálu v Turíně.
Fresky Antoine de Lonhy jsou dochovány v kapli svaté Kateřiny v kostele Notre-Dame de la Dalbade, Toulouse (1454) a v turínském kostele San Domenico, kde roku 1474 vytvořil posmrtnou podobiznu později svatořečeného vévody Amadea IX. Savojského. Pro kostel svatého Petra a Ondřeje v Opatství Novalesa zhotovil cyklus fresek v kapli a presbytáři a také oltářní polyptych.
Antoine de Lonhy proslul také jako tvůrce knižních miniatur. Národní galerie v Praze uchovává ve své sbírce jeho celostránkovou iluminaci s výjevem Ukřižování. Pro arcibiskupa Toulouse Bernarda de Rosier ilustroval rukopisy, mj. "Livre des Histoires". Pro dceru francouzského krále Karla VII. a vdovu po vévodovi Amadeu IX. Savojském, Yolande de France, vytvořil sérii ilustrací pro rukopis Breve dicendorum compendium (Biblioteca nazionale universitaria di Torino) a knihu hodinek "Ore di Saluzzo" (British Library)

### Vybraná díla - obrazy a fresky
- 1454 Fragmenty fresek v kapli svaté Kateřiny v kostele Notre-Dame de la Dalbade, nyní Musée des Augustins, Toulouse
- 1460 Vitráž v rozetovém okně, průčelí kostela Santa María del Mar, Barcelona
- 1461-1462 Oltářní obraz z augustiniánského kláštera Miralles, s postavami Panny Marie, svatého Augustina a sv Mikuláše tolentinského, nyní Museu Nacional d'Art de Catalunya, Barcelona.[8] Predela v Museu del Castell de Peralada.
- 1465-1470 Svatá Trojice, tempera a zlato na dřevě, přeneseno na plátno, Městské muzeum antického umění, Palazzo Madama Turín
- kolem 1462-1470 Sv. Matouš, Sv. Petr, Sv. Jakub větší, St. Jakub menší, Sv. Šimon, Sv. Ondřej, tempera a zlato na dřevě, Městské muzeum antického umění, Turín
- 1480 Pieta, freska, Městské muzeum antického umění, Turín
- Fragmenty oltářního obrazu z kostela Battagliotti Avigliana, Savoy galerie, Turín
- 1480-1490 Fragmenty oltáře z kostela Sant'Orso, tempera a zlacení na dřevě, Aosta
- Rozebraný oltář z dominikánského kostela v Turíně: Kázání sv. Vincence Ferrerského, Musée national du Moyen Âge, Musée de Cluny, Paříž[9], Narození Krista, Musée Mayer van den Bergh, Antwerpy, Sv. Dominik, Galerie Sabauda, Turín, Sv. Jan Křtitel s donátorem, soukr. sbírka
- Oltářní obraz z Představením Krista v chrámu, Bob Jones University, Greenville, Jižní Karolína, USA
- Oltářní obraz Svatá Anna samotřetí, katedrála Turín
- Oltář s výjevy Klanění, Vzkříšení, postavami světců, farní kostel Santo Stefano, Novalesa (dílna A. de Lonhy)
- Cyklus fresek s proroky a benediktinskými mnichy, klášterní kostel svatých Petra a Ondřeje, Novalesa

### Iluminace
- 1449 Mappemonde spirituelle Jeana Germaina, biskupa v Chalon-sur-Saône, Knihovna Akademie věd, literatury a umění v Lyonu
- kolem 1450 Kniha hodinek z Besançonu, Morgan Library and Museum, New York
- 1460 Misál, z něhož se dochovaly dvě strany: Ukřižování, celostránková iluminace na pergamenu, Národní galerie v Praze, Christ in Majesty, Getty Museum[10]
- Kniha hodinek (Heures d'Hugues de Clugny), soukromá sbírka (Sotheby's 10. 12. 1980 (lot 103))
- 1465 Kniha hodinek Saluzzů (Miniature delle Ore di Saluzzo), British Library, Londýn
- Kniha hodinek z Chalon-sur-Saone, Městské muzeum antického umění, Turín
- 1470 Kniha hodinek z Říma (Libro d'ore all'uso di Roma), Walters Art Gallery, Baltimore, USA[11]
- kolem 1477 Breve dicendorum compendium, Národní knihovna, Turín